# (22561) Miviscardi
(22561) Miviscardi (1998 HX18) – planetoida z pasa głównego asteroid okrążająca Słońce w ciągu 3,37 lat w średniej odległości 2,25 j.a. Odkryta 18 kwietnia 1998 roku.